# Polystachya farinosa
Polystachya farinosa är en orkidéart som beskrevs av Friedrich Fritz Wilhelm Ludwig Kraenzlin. Polystachya farinosa ingår i släktet Polystachya och familjen orkidéer. IUCN kategoriserar arten globalt som starkt hotad. Inga underarter finns listade i Catalogue of Life.